# Pokonaj siebie
Pokonaj siebie − czwarty singel polskiego zespołu Feel, nagrany z gościnnym udziałem Iwony Węgrowskiej, wydany 26 czerwca 2008 i umieszczony na reedycji debiutanckiego albumu zespołu, zatytułowanego po prostu Feel.
Piosenka została nagrana z okazji Igrzysk Olimpijskich w Pekinie. Utwór zajął 19. miejsce w notowaniu Szczecińskiej Listy Przebojów. 
Reżyserem teledysku jest Dariusz Szermanowicz. Teledysk był kręcony 24 czerwca 2008 na terenie zamku i parku w Mosznej w woj. opolskim. Teledysk do piosenki został wyróżniony nagrodą publiczności w kategorii „najlepszy wykonawca” na 17. Festiwalu Polskich Wideoklipów Yach Film 2008. 

## Twórcy
- Patrycja Kosiarkiewicz − muzyka, słowa
- Maro Nowak ztudio − aranżacja
- Agnieszka Betley − aranżacja chórów
- Patrycja Kosiarkiewicz, Maro Nowak − produkcja muzyczna
- Robert Luty − perkusja
- Daniel Christ − gitara basowa
- Maro Nowak, Paweł Betley − instrumenty klawiszowe
- Krzysztof Nowicki − gitary
- Agnieszka Betley, Kalina Kasprzak, Janusz Szrom, Patrycja Kosiarkiewicz − chóry
- Ztudio Marek „Maro” Nowak − nagrania
- Bartłomiej Kuzniak, Studio 333 − mastering